# Eva Juřeníková
Eva Juřeníková (* 24. listopadu 1978, Ostrava) je česká reprezentantka v orientačním běhu v současnosti žijící ve švédském Borlänge. Jejím největším úspěchem je páté místo ze závodu štafet na Mistrovství světa v roce 2008 v Olomouci. Je též dvojnásobnou medailistkou juniorského mistrovství světa. V současnosti běhá za švédský klub Domnarvets GOIF. Ve Švédsku žije a pracuje od roku 1999. Od roku 2007 pracuje jako trenérka v klubu orientačního běhu IFK Mora OK (1/2 úvazek). Je také učitelkou a webdesignerkou. Zúčastnila se desíti mistrovství světa a od roku 2002 se také pravidelně představuje v adventure racingu za Team Haglöfs.

## Sportovní kariéra

### Umístění na MS a ME
| Přehled úspěchů na Mistrovství světa | Přehled úspěchů na Mistrovství světa | Přehled úspěchů na Mistrovství světa | Přehled úspěchů na Mistrovství světa | Přehled úspěchů na Mistrovství světa |
| Mistrovství světa                    | Sprint                               | Middle                               | Long                                 | Štafety                              |
| ------------------------------------ | ------------------------------------ | ------------------------------------ | ------------------------------------ | ------------------------------------ |
| Inverness 1999                       | X                                    | 24. místo                            | 42. místo                            | 9. místo                             |
| Tampere 2001                         | X                                    | 15. místo                            | 24. místo                            | 7. místo                             |
| Aichi 2005                           | X                                    | 14. místo                            | 13. místo                            | 5. místo                             |
| Århus 2006                           | X                                    | 15. místo                            | 18. místo                            | 5. místo                             |
| Kyjev 2007                           | X                                    | 12. místo                            | 14. místo                            | 6. místo                             |
| Olomouc 2008                         | 9. místo                             | X                                    | 8. místo                             | 5. místo                             |
| Miskolc 2009                         | 14. místo                            | X                                    | 9. místo                             | 5. místo                             |
| Trondheim 2010                       | 6. místo                             | X                                    | 10. místo                            | 6. místo                             |
| Savojsko 2011                        | 10. místo                            | X                                    | 4. místo                             | 2. místo                             |
| Lausanne 2012                        | DSQ                                  | X                                    | 6. místo                             | 8. místo                             |

| Přehled úspěchů na Mistrovství Evropy | Přehled úspěchů na Mistrovství Evropy | Přehled úspěchů na Mistrovství Evropy | Přehled úspěchů na Mistrovství Evropy | Přehled úspěchů na Mistrovství Evropy |
| Mistrovství Evropy                    | Sprint                                | Middle                                | Long                                  | Štafety                               |
| ------------------------------------- | ------------------------------------- | ------------------------------------- | ------------------------------------- | ------------------------------------- |
| Truskavec 2000                        | X                                     | 29. místo                             | 26. místo                             | X                                     |
| Ventspils 2008                        | 17. místo                             | 24. místo                             | 20. místo                             | X                                     |
| Primorsko 2010                        | 19. místo                             | X                                     | 5. místo                              | 4. místo                              |

| Přehled úspěchů na Mistrovství světa juniorů | Přehled úspěchů na Mistrovství světa juniorů | Přehled úspěchů na Mistrovství světa juniorů | Přehled úspěchů na Mistrovství světa juniorů | Přehled úspěchů na Mistrovství světa juniorů |
| Mistrovství světa juniorů                    | Sprint                                       | Middle                                       | Long                                         | Štafety                                      |
| -------------------------------------------- | -------------------------------------------- | -------------------------------------------- | -------------------------------------------- | -------------------------------------------- |
| Horsens 1995                                 | X                                            | 10. místo                                    | 10. místo                                    | 1. místo                                     |
| Govora 1996                                  | X                                            | 26. místo                                    | X                                            | X                                            |
| Leopoldsburg 1997                            | X                                            | 7. místo                                     | 6. místo                                     | X                                            |
| Reims 1998                                   | X                                            | 7. místo                                     | 3. místo                                     | 5. místo                                     |

### Umístění na MČR
| Umístění na Mistrovství České republiky v orientačním běhu | Umístění na Mistrovství České republiky v orientačním běhu | Umístění na Mistrovství České republiky v orientačním běhu | Umístění na Mistrovství České republiky v orientačním běhu | Umístění na Mistrovství České republiky v orientačním běhu | Umístění na Mistrovství České republiky v orientačním běhu | Umístění na Mistrovství České republiky v orientačním běhu | Umístění na Mistrovství České republiky v orientačním běhu | Umístění na Mistrovství České republiky v orientačním běhu | Umístění na Mistrovství České republiky v orientačním běhu | Umístění na Mistrovství České republiky v orientačním běhu |
| Ročník                                                     | Kategorie                                                  | Klasická                                                   | Krátká                                                     | Sprint                                                     | Dlouhá                                                     | Noční                                                      | Ranking                                                    | Členství v klubu                                           | Štafety                                                    | Kluby                                                      |
| ---------------------------------------------------------- | ---------------------------------------------------------- | ---------------------------------------------------------- | ---------------------------------------------------------- | ---------------------------------------------------------- | ---------------------------------------------------------- | ---------------------------------------------------------- | ---------------------------------------------------------- | ---------------------------------------------------------- | ---------------------------------------------------------- | ---------------------------------------------------------- |
| MČR 1993                                                   | D16 – mladší dorostenky                                    | 3. místo                                                   | 14. místo                                                  |                                                            |                                                            | 5. místo                                                   |                                                            | SKOB Ostrava                                               |                                                            |                                                            |
| MČR 1994                                                   | D16 – mladší dorostenky                                    | 5. místo                                                   | 1. místo                                                   |                                                            | 3. místo                                                   | SKOB Ostrava                                               |                                                            |                                                            |                                                            |                                                            |
| MČR 1994                                                   | D18 – starší dorostenky                                    |                                                            |                                                            | 1. místo                                                   |                                                            | SKOB Ostrava                                               |                                                            |                                                            |                                                            |                                                            |
| MČR 1995                                                   | D18 – starší dorostenky                                    | 1. místo                                                   | 1. místo                                                   | 2. místo                                                   | 3. místo                                                   | SKOB Ostrava                                               |                                                            |                                                            |                                                            |                                                            |
| MČR 1995                                                   | D21 – ženy                                                 |                                                            |                                                            |                                                            |                                                            | TJ SOKOL Plumlov                                           |                                                            | 23. místo                                                  |                                                            |                                                            |
| MČR 1996                                                   | D18 – starší dorostenky                                    | 1. místo                                                   | 1. místo                                                   |                                                            |                                                            | SKOB Ostrava                                               |                                                            |                                                            |                                                            |                                                            |
| MČR 1996                                                   | D21 – ženy                                                 |                                                            |                                                            |                                                            |                                                            | SKOB Ostrava                                               | 3. místo                                                   |                                                            |                                                            |                                                            |
| MČR 1997                                                   | D20 – juniorky                                             |                                                            |                                                            | 2. místo                                                   |                                                            | SKOB Ostrava                                               |                                                            |                                                            |                                                            |                                                            |
| MČR 1997                                                   | D21 – ženy                                                 | 1. místo                                                   | 6. místo                                                   |                                                            |                                                            | SKOB Ostrava                                               | 2. místo                                                   |                                                            |                                                            |                                                            |
| MČR 1999                                                   | D21 – ženy                                                 |                                                            |                                                            |                                                            |                                                            |                                                            | 15. místo                                                  | KOS TJ Tesla Brno                                          |                                                            |                                                            |
| MČR 2000                                                   | D21 – ženy                                                 |                                                            |                                                            |                                                            |                                                            |                                                            | 816. místo                                                 | KOS TJ Tesla Brno                                          |                                                            |                                                            |
| MČR 2001                                                   | D21 – ženy                                                 | 3. místo                                                   |                                                            |                                                            |                                                            |                                                            | 424. místo                                                 | KOS TJ Tesla Brno                                          |                                                            |                                                            |
| MČR 2002                                                   | D21 – ženy                                                 |                                                            |                                                            |                                                            |                                                            |                                                            | 811. místo                                                 | KOS TJ Tesla Brno                                          |                                                            |                                                            |
| MČR 2005                                                   | D21 – ženy                                                 |                                                            |                                                            |                                                            |                                                            |                                                            | 476. místo                                                 | SKOB Ostrava                                               |                                                            |                                                            |
| MČR 2006                                                   | D21 – ženy                                                 |                                                            |                                                            |                                                            |                                                            |                                                            | 576. místo                                                 | SKOB Ostrava                                               |                                                            |                                                            |
| MČR 2007                                                   | D21 – ženy                                                 |                                                            |                                                            |                                                            |                                                            |                                                            | 491. místo                                                 | SKOB Ostrava                                               |                                                            |                                                            |
| MČR 2008                                                   | D21 – ženy                                                 |                                                            |                                                            |                                                            |                                                            |                                                            | 827. místo                                                 | SKOB Ostrava                                               |                                                            |                                                            |
| MČR 2015                                                   | D21 – ženy                                                 |                                                            | 5. místo                                                   |                                                            |                                                            |                                                            | 349. místo                                                 | SKOB Ostrava                                               |                                                            |                                                            |